# Anarki
Anarki kommer af det græske ord ἀναρχία anarkhia, der betyder "fravær af et styre" (sammensat af ἀν- an- "uden" og ἀρχία arkhía "styre"). Anarki har en række forskellige, men relaterede betydninger:
1. Fravær af nogen form for politisk autoritet og/eller socialt hierarki
2. Politisk uorden og forvirring
3. Fravær af styrende principper som fælles standarder og mål

Den første definition, fraværet af politisk autoritet, kan henvise til et teoretisk (eller eksisterende) samfund baseret på anarkisme eller anarko-syndikalisme, eller til det internationale politiske system (se international politik:realisme).
I den anden og tredje betydning henviser begrebet til stater med politisk kaos. Ud fra disse definitioner er den nuværende situation i Irak et anarki.
Når begrebet anvendes i den anden betydning, henvises der generelt til systemer, hvor flere grupper samtidigt påberåber sig den legitime brug af magt (jfr. Max Weber), på trods af, at denne situation ikke svarer til ordet anarkis etymologi. En sådan situation skulle rettelig betegnes polyarki. Dette er en typisk kommunikationsbrist mellem dem, der tror på anarkisme som en bæredygtig samfundsindretning, og dem, der ikke er bekendt med anarkistisk ideologi og filosofi.